# توپ ضدتانک

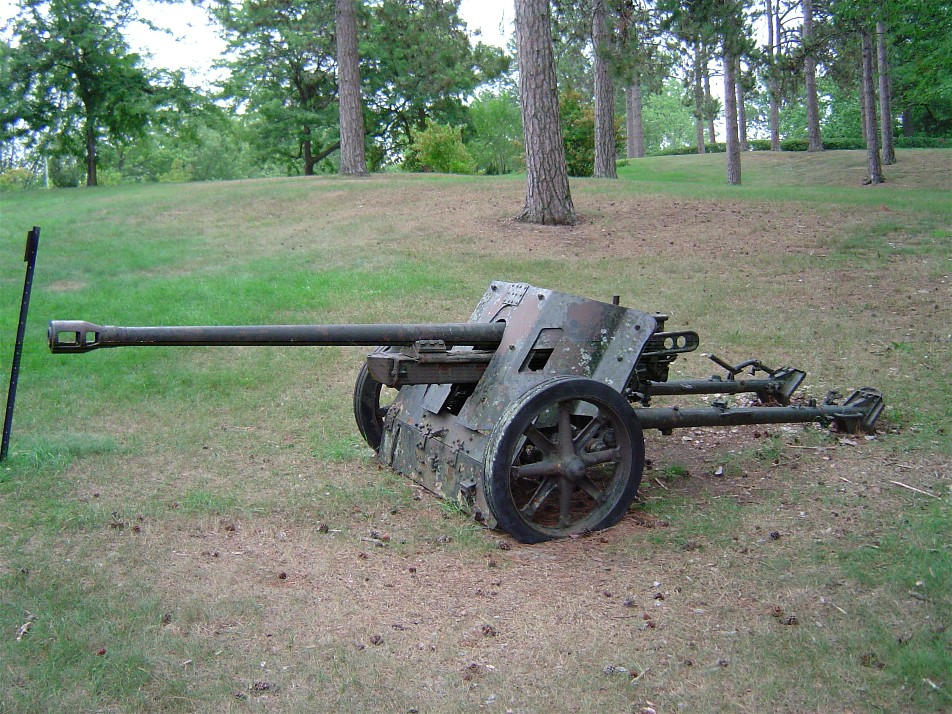
توپ ضدتانک ۵۰ م‌م آلمانی پاک ۳۸

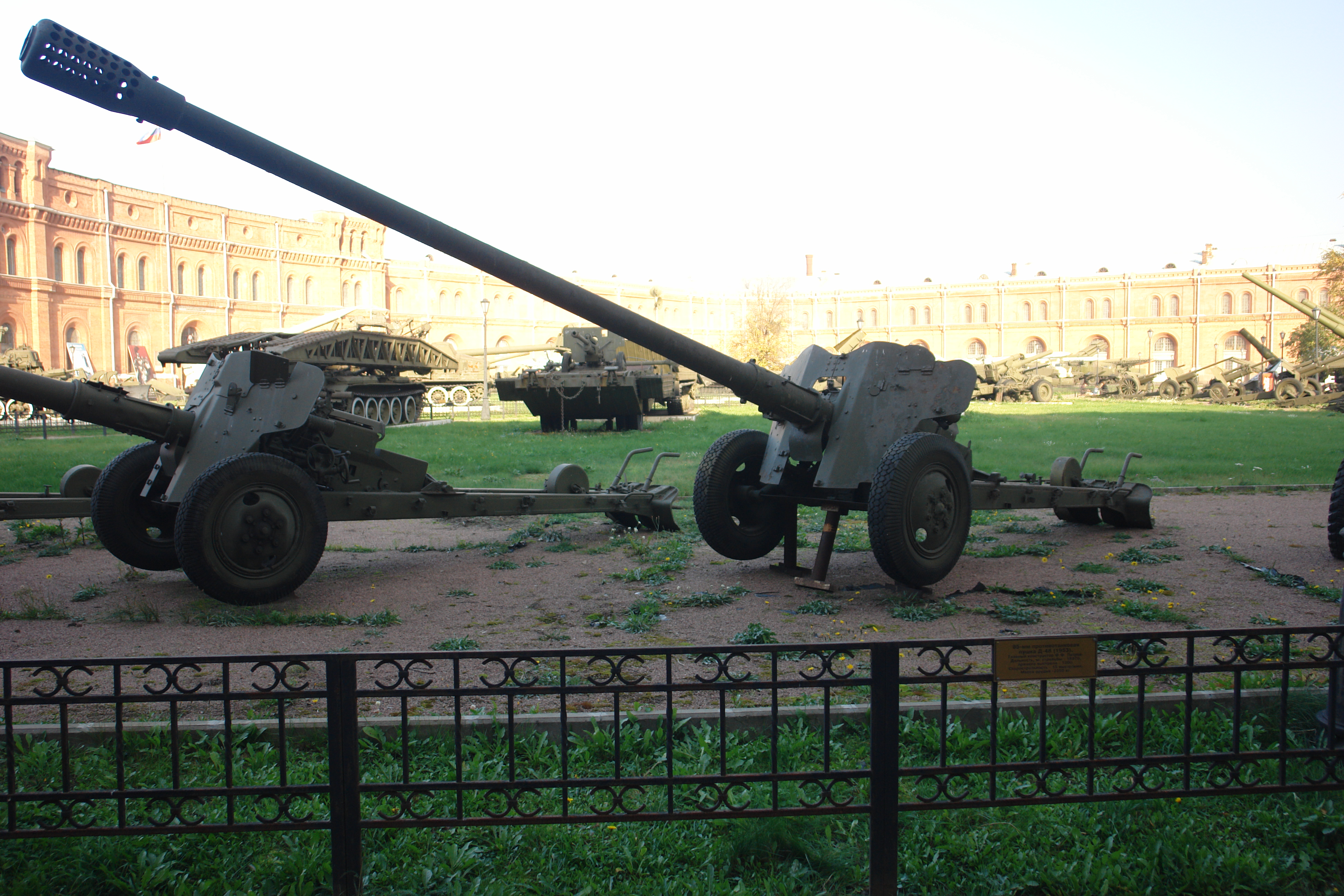
توپ ضدتانک ۸۵ م‌م ساخت شوروی دی-۴۸

توپ ضدِ تانک سلاحی است که برای از بین بردن خودروهای زره‌پوش طراحی شده‌است. این نوع توپ‌ها در مقایسه با توپ‌های توپخانه‌ای گلوله‌هایی با کالیبر پائین‌تر را از لوله‌ای بلندتر شلیک می‌کنند تا شتاب گلوله در هنگام خروج از دهانه توپ افزایش یابد و انرژی جنبشی لازم برای عبور از زره تانک را به دست بیاورد. توپ‌های ضد تانک کاربردهای دیگری از جمله تهیهٔ آتش پشتیبان برای پیاده‌نظام را هم دارند. همچنین انواع دیگر توپ‌ها مانند توپ‌های صحرایی و ضدهوایی را هم می‌توان با مهمات ضدتانک در نقش توپ ضدتانک به کار گرفت. یکی از معروف‌ترین نمونه‌های این کاربرد دوگانه «فلاک ۸۸» توپ ۸۸ میلی‌متری ضدهوایی آلمان‌ها در جنگ جهانی دوم بود که یکی از موثرترین سلاح‌های ضدتانک در این جنگ بود.

## تاریخچه
نخستین توپ‌های ضدتانک بلافاصله پس از جنگ جهانی اول طراحی شدند. در این جنگ برای نخستین بار تانک‌ها پا به عرصه نبرد گذاشتند و تمهیدات مختلفی برای متوقف ساختن آن‌ها صورت گرفت که یکی از آن‌ها استفاده از توپ‌های صحرایی موجود علیه آن‌ها بود. پس از پایان جنگ سلاح‌هایی اختصاصی برای غلبه بر زره تانک‌ها ساخته شد که یکی از آن‌ها توپ‌های ضد تانک بود. از آن‌جا که نیروهای پیاده‌نظام به دلیل مشکل حمل و نقل هیچگاه علاقه‌ای به ادوات توپخانه‌ای نداشته‌اند این توپ‌ها به جای اینکه در اختیار پیاده‌نظام قرار گیرند در آتشبارهای مخصوص به خود سازمان می‌یافتند که زیر نظر یک هنگ یا تیپ قرار داشت. تاکتیک حمله برق‌آسای آلمان‌ها در ابتدای جنگ جهانی دوم نشان داد که در دسترس بودن توپ‌های ضدتانک علی‌رغم تمام مشکلاتی که در حمل‌ونقل آن‌ها وجود دارد، ضروری است. به همین دلیل در اواسط این جنگ اکثر گردان‌های پیاده‌نظام یک جوخه توپ ضدتانک را تحت فرمان خود داشتند.
اولین توپ‌های ضدتانک معمولاً بسیار سبک طراحی شده تا جابجایی آن‌ها ساده‌تر باشد و با کالیبرهای حدود ۴۰ میلی‌متر ساخته می‌شدند و عمدتاً همان گلوله‌هایی را شلیک می‌کردند که تانک‌های کشور سازنده آن‌ها شلیک می‌کردند. انگلیسی‌ها نیروهای خود را به توپ ۲ رطلی ۴۰ میلی‌متری، فرانسوی‌ها به توپ‌های ۲۵ و ۴۷ م‌م، آمریکایی‌ها به توپ ۳۷ م‌م، روس‌ها به توپ ۴۵ م‌م و ایتالیایی‌ها به توپ ۴۷ م‌م ضدتانک برای مقابله با تانک‌های دشمن مجهز کردند. این توپ‌های سبک برای غلبه بر زره اکثر تانک‌های پیش از جنگ جهانی دوم و اوایل جنگ کفایت می‌کردند اما پیشرفت سریع تانک‌ها در طول جنگ و افزایش غیرمنتظره زره آن‌ها باعث شد تا این توپ‌ها به سرعت بی‌اثر شده و یکی از معضلات جدی تمام کشورهای درگیر در جنگ نداشتن سلاح مناسب برای شکست تانک‌های جدید دشمن شد. این معضل برای تانک‌ها هم مطرح بود و توپ نصب شده بر روی تانک‌ها نیز با افزایش زره تانک‌های دشمن کارایی خود را از دست می‌داد اما می‌شد که توپِ تانک را برداشته و به جای آن توپ قوی‌تری را نصب کرد. کاری که هرچند پیچیدگی‌ها و دشواری‌های خاص خود را دارد اما معمولاً امکان‌پذیر است. اما در مورد توپ‌های ضد تانک چنین چیزی ممکن نبود و سلاح به‌طور کلی از رده خارج محسوب می‌شد. به ناچار توپ‌های جدید ساخته می‌شدند اما اولویت نیروهای نظامی ساخت توپ جدید برای تانک‌های خود بود و مدت‌ها طول می‌کشید تا توپ‌های ضدتانک جدید در اختیار نیروهای حاضر در خط مقدم قرار بگیرند و وقتی این اتفاق می‌افتد زره تانک‌ها باز هم ضخیم‌تر شده و توپ‌های جدید هم در برابر آن‌ها کارایی نداشتند. ضمن اینکه با سنگین شدن توپ‌ها دیگر پیاده‌نظام قادر به حمل آن‌ها نبود و به همین جهت آخرین نسل از توپ‌های ضدتانک جنگ جهانی دوم فقط در اختیار یگان‌های ضدتانک توپخانه‌ای قرار می‌گرفتند.
البته با تمام این اوصاف توپ‌های قدیمی همچنان در مقابل تانک‌های قدیمیتر و زره‌پوش‌های سبک‌تر کارایی داشتند و برای تهیه آتش پشتیبان هم از آن‌ها استفاده می‌شد. در جریان این جنگ پیشرفت سریعی هم در طراحی گلوله‌های توپ‌های ضد تانک و تانک‌های صورت گرفت و انواع جدیدی از مهمات اختراع شدند. گلوله‌های فلزی که صرفاً متکی به انرژی جنبشی بودند به تدریج با گلوله‌های «خرج توخالی ضد تانک» (HEAT) جایگزین شدند. روندی که بعدها وارونه شد و دوباره گلوله‌های انٰرژی جنبشی خود را به عنوان مهمات اصلی ضدتانک اثبات کردند. گلوله‌های ساب‌کالیبر نیز در همین جنگ پدیدار شدند. این گلوله‌ها در جلدی قرار داشتند که در هوا از آن‌ها جدا می‌شد و مرمی پیکان‌گونه آن‌ها به سوی هدف می‌رفت. همچنین از هسته‌های تنگستن برای افزایش چگالی پرتابه‌ها و در نتیجه افزایش قدرت نفوذپذیری آن‌ها در زره استفاده می‌شد. گلوله‌های جدید در کنار طولانی‌تر شدن لوله توپ و افزایش سرعت گلوله در هنگام خروج از دهانه سلاح باعث می‌شد تا برد مفید و دقت این توپ‌ها به سرعت افزایش پیدا کند.
با وجود پیشرفت سریع توپ‌های ضدتانک در جریان جنگ جهانی دوم این سلاح‌ها معایبی داشتند که باعث شد تا پس از پایان جنگ رفته رفته منسوخ شده و امروزه تقریباً سلاحی از رده خارج شده محسوب شوند. موشک‌های هدایت‌شونده ضدتانک و راکت‌اندازهای دوش‌پرتاب همچون آرپی‌جی که از یک لانچر کوچک و سبک شلیک می‌شوند مزیت‌های تاکتیکی قابل توجهی بر یک توپ چند هزار کیلوگرمی دارند. توپ‌های بدون لگد هم به رقیب دیگری برای توپ‌های ضدتانک تبدیل شدند. توپ‌های بدون لگد هرچند در ظاهر به یک توپ سبک شباهت دارند اما مکانیسم شلیک آن‌ها کاملاً متفاوت است. این سلاح‌ها هرچند برد کمتری نسبت به توپ‌های ضدتانک دارند اما وزن کمتر و قیمت ارزان‌تر از امتیازات آن‌ها محسوب می‌شود.

## توپ‌های ضد تانک خودکششی

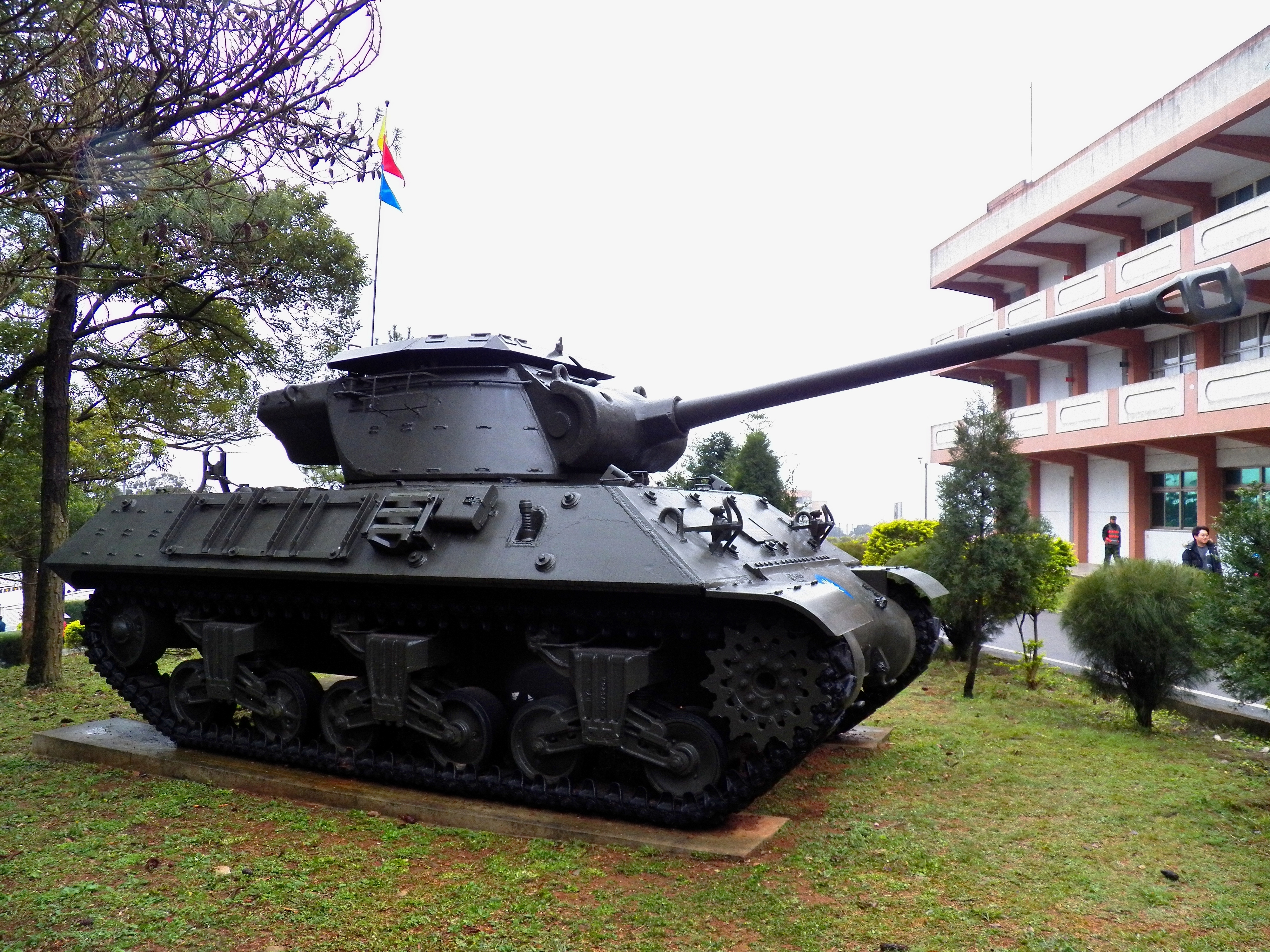
ام۳۶ جکسون شکارچی تانک آمریکایی جنگ جهانی دوم

نیاز به جابجایی سلاح‌های ضد تانک و مقابله با حملات برق‌آسای تانک‌های دشمن باعث شد تا توپ‌های ضد تانکی تولید شوند که بر روی یک خودرو نصب شده‌اند. این ماشین‌های جنگی که «شکارچی تانک» یا «تانک‌کُش» نامیده می‌شوند، شباهت زیادی به تانک‌ها دارند و معمولاً با استفاده از شاسی یکی از تانک‌های موجود ساخته شده‌اند و حتی برخی از آن‌ها مثل تانک‌ها از یک برجک گردان هم برخوردارند اما در مقایسه با تانک‌ها زره سبک‌تر و سرعت بیشتری دارند.
استراتژی نظامی آمریکایی‌ها در جنگ جهانی دوم اهمیت زیادی برای این نوع زره‌پوش‌ها قائل بود. بر اساس این نظریه وظیفه تانک‌ها شکافتن خطوط دفاعی دشمن بود اما رویارویی با تانک‌های دشمن به خودروهای شکارچی تانک واگذار می‌شد که به توپ‌های قوی‌تر با سرعت دهانه بالاتر مجهز بودند. شرایط جنگ ایراد این استراتژی را مشخص کرد. خودروهای شکارچی تانک زره مناسبی برای رویارویی با تانک‌ها نداشتند و سرعت بیشتر آن‌ها برای فرار از آتش دشمن کفایت نمی‌کرد. همچنین به دلیل این که برای کاهش وزن بدون سقف طراحی شده بودند از قسمت بالا آسیب‌پذیر بودند. ضمن اینکه بسیاری از اوقات این خودروها به دلیل شرایط جنگ ناچار می‌شدند وظیفه تانک را ایفا کنند. به همین دلیل با پایان جنگ شکارچی‌های تانک با تانک‌های متوسط و سبک جایگزین شدند. البته ام۳۶ جکسون آخرین شکارچی تانک آمریکایی جنگ جهانی دوم که به یک توپ ۹۰ میلی‌متری پرشتاب مسلح بود در جنگ کره هم مورد استفاده قرار گرفت. البته در برخی ارتش‌های دیگر استفاده از این نوع خودروها در دوران جنگ سرد و تا به امروز نیز ادامه یافته‌است. از اواخر جنگ سرد هم نسل جدیدی از زره‌پوش‌ها طراحی شده‌اند که معمولاً به صورت چرخ‌دار ساخته می‌شوند و نقش خودرو شکارچی تانک و یک تانک سبک را هم ایفا می‌کنند.